# Hippodrome de Tallinn
 (avril 2025).
L'hippodrome de Tallinn (en estonien : Tallinna Hipodroom) est une piste de courses de trot attelé situé dans l'arrondissement de Tallinn-Nord à Tallinn en Estonie.

## Présentation
L'hippodrome a été créé en 1923. Les épreuves de course ont lieu un samedi sur deux.   

## Galerie

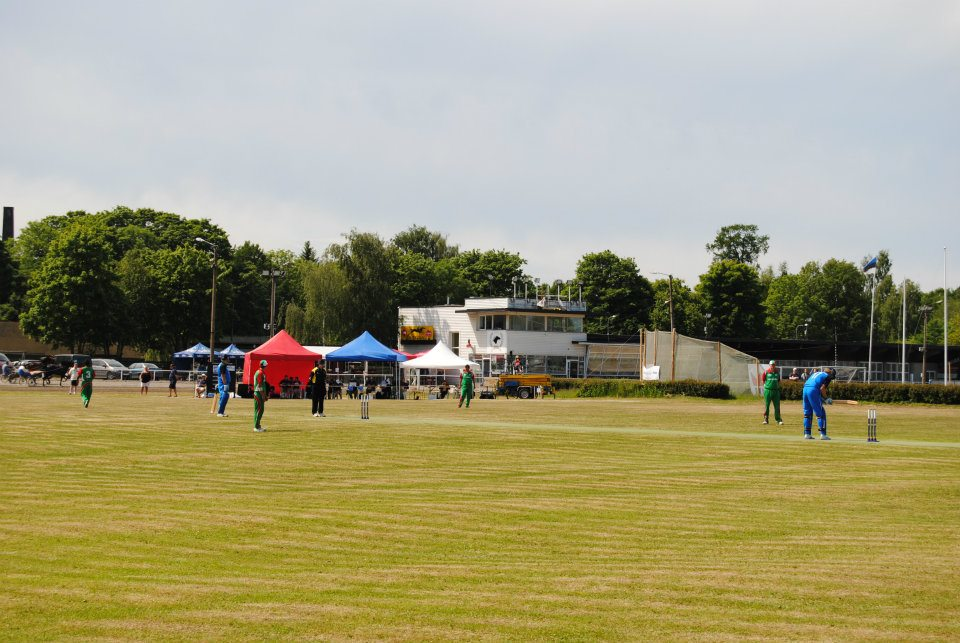
Jeu de cricket à l'hippodrome de Tallinn.
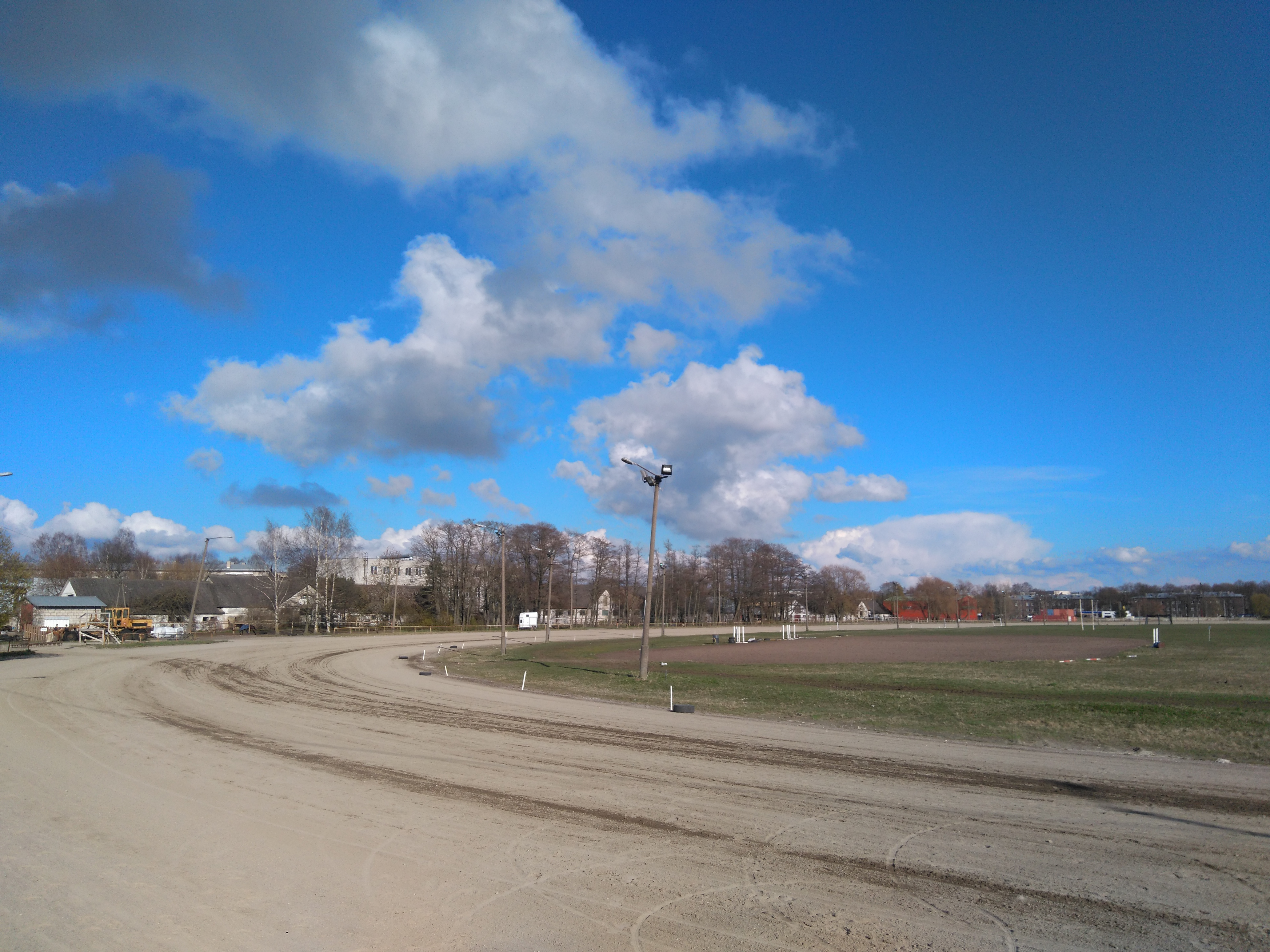
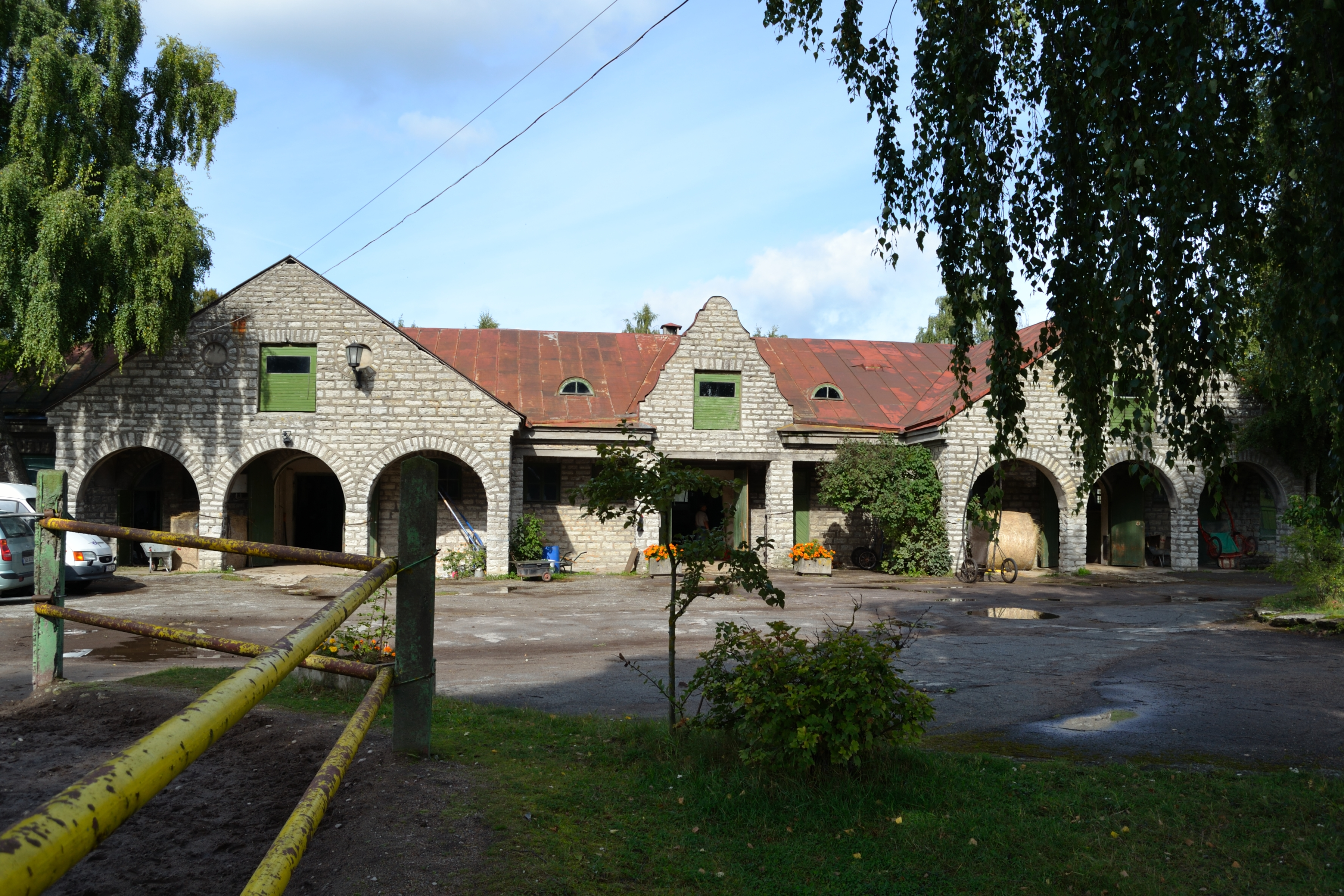
Anciennes étables de l'hippodrome de Tallinn.
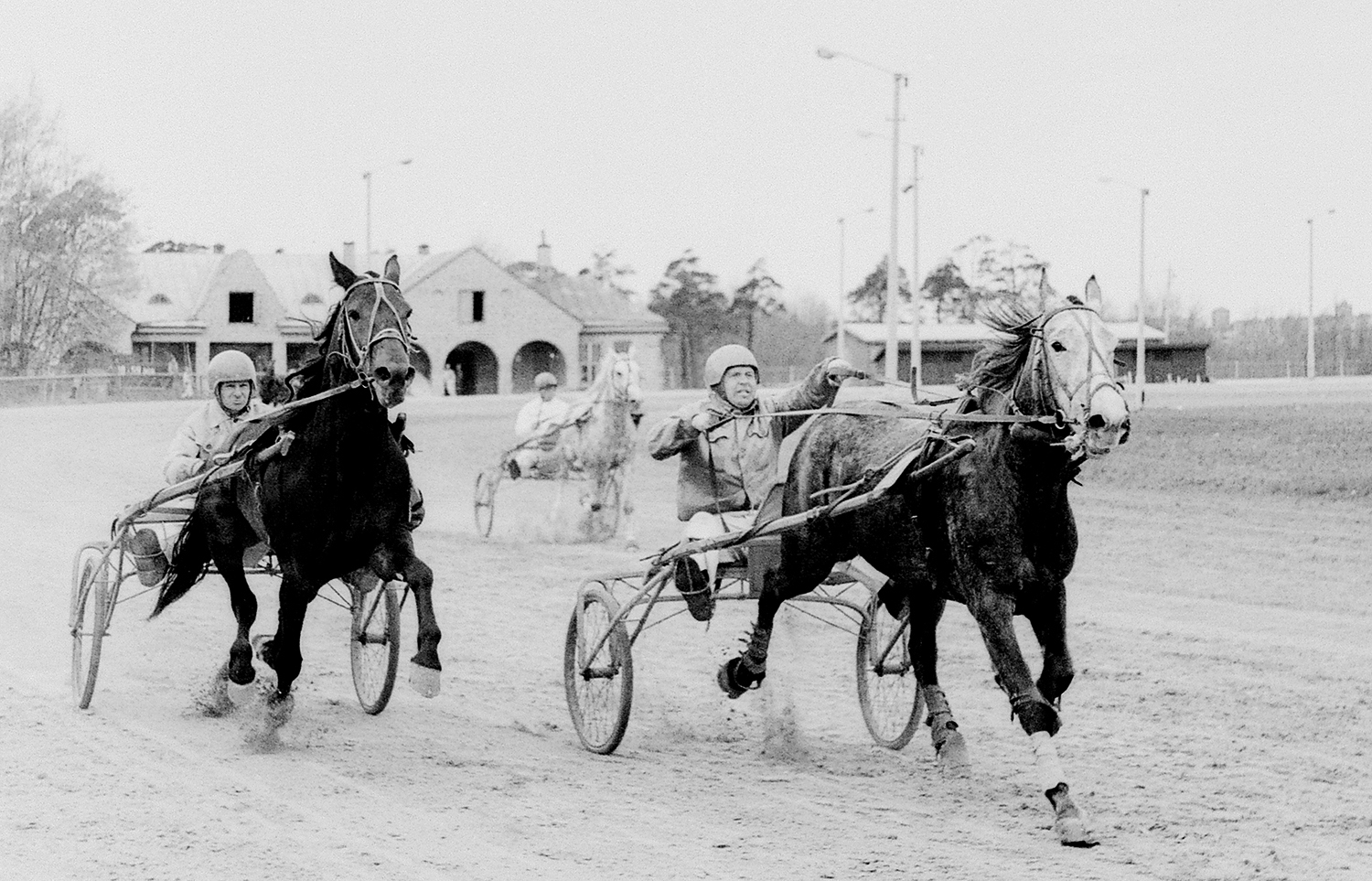
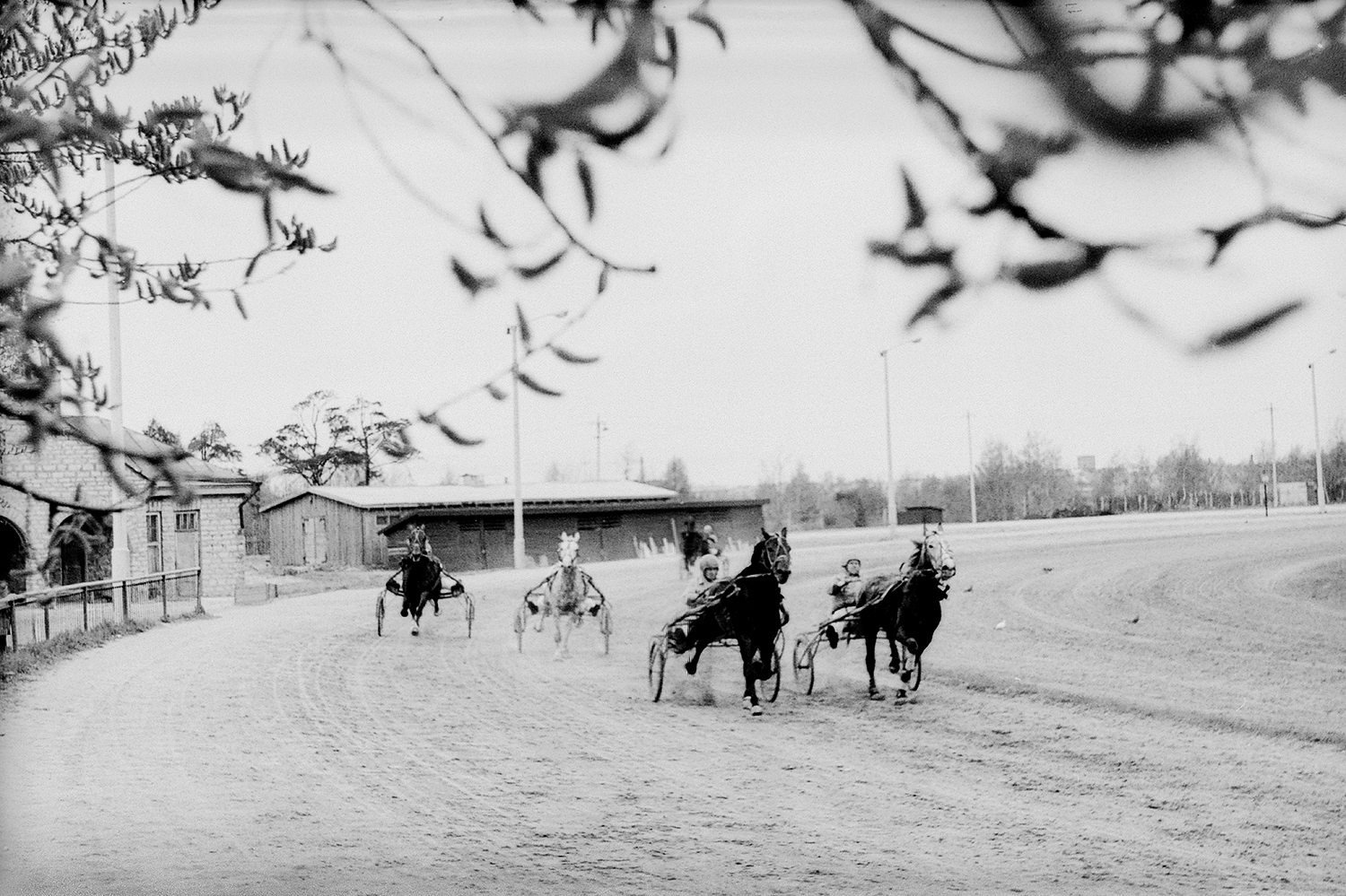